# Cabanakreek
Cabana Kreek, ook wel Kabana Kreek, is een kleine rivier (kreek) in het noordoosten van het district Sipaliwini in Suriname en op 120 kilometer ten zuiden van Paramaribo. Ze stroomt langs het dorp Cabana naar het oosten en mondt bij Heidoti in de Saramaccarivier uit.